# Ribair Rodríguez
Ribair Rodríguez (Montevideo, Uruguay, 4 de octubre de 1987)  es un exfutbolista, actual entrenador de fútbol uruguayo. Es ayudante técnico en Club Atlético Boston River de primera división .

## Trayectoria
De niño entrenaba en el barrio de Piedras Blancas, era delantero, posición en la que jugaba por su estatura. Debutó en 2004 con Danubio y en ese mismo año consiguió sus primeros campeonatos con el equipo, el torneo clausura y el campeonato de la temporada. En la temporada 2006/07 solamente jugó un partido, en esta temporada el Danubio fue campeón tanto en el torneo apertura como en el clausura, lo que le dio automáticamente el título de la temporada. Para la temporada 2007/08 Ribair aprovechó las oportunidades que se le presentaron y se hizo de la titularidad en el equipo.
Para 2010 fue traspasado a Tigre de Argentina, jugó durante un año y participando en 21 partidos. En enero de 2011 pasó a formar parte de Atlético Belgrano. El 26 de junio de 2011 consiguió un histórico ascenso ante el Club Atlético River Plate teniendo una destacada participación en el partido de promoción, jugando para el Club Atlético Belgrano.
En verano de 2012 se da como oficial su traspaso al A. C. Siena de Italia. Después de jugar 6 meses en Europa y de no tener los minutos jugados que él deseaba fue cedido a Boca Juniors por un año. En la fecha 5 del Torneo Inicial 2013 contra el Vélez Sarfield, el director técnico Carlos Bianchi lo hizo jugar de defensa central y marcó su primer gol con Boca al primer minuto del juego después de que Fernando Gago mandó un centro al área, donde Rodríguez cabeceó anticipándose al defensor rival y anotando el gol por arriba del arquero Sebastian Sosa, el partido terminó con victoria de Boca por marcador de 2 a 1. Cuando parecía que se asentaba como marcador central, una lesión lo dejó afuera de varios partidos, y cuando regresó tuvo pocas oportunidades en el primer equipo. En total, jugó en el club de la Ribera 26 partidos, de los cuales en 21 estuvo desde el arranque, marcando un gol.
El 22 de diciembre de 2013 fue presentado como nuevo refuerzo del Club Santos Laguna. Su primer partido con el Santos fue un juego amistoso contra Tigres de la UANL, entró en el segundo tiempo en lugar de Marc Crosas y a los 11 minutos fue expulsado por una dura entrada sobre Jesús Dueñas. Debutó oficialmente con el club el 11 de enero de 2014 en la derrota del Santos contra Cruz Azul por marcador de 2-1. Anotó su primer gol con el equipo el 30 de abril, en el partido de ida de cuartos de final del Torneo Clausura 2014, el partido terminó 5-3 a favor del Club América. En el partido de vuelta, el 3 de abril, anotó de nueva cuenta uno de los goles con los que Santos derrotó al América 3-1 y con esto su equipo avanzó a las semifinales.El 12 de junio de 2015 es anunciado como refuerzo de los Leones Negros de la U. de G. en calidad de préstamo.

## Selección nacional

### Categorías inferiores
Formó parte de la Selección de fútbol de Uruguay que participó en el Campeonato Sudamericano Sub-20 de 2005. En la primera fase, Uruguay terminó en tercer lugar de su grupo producto de tres empates a cero goles ante Paraguay, Chile, y Brasil, y una victoria por goleada de 6-0 ante Ecuador. En el hexagonal final, obtuvo una victoria ante Venezuela, dos empates contra Argentina y Chile, y dos derrotas contra Brasil y Colombia. Uruguay terminó cuarto lugar de la competencia y Rodríguez jugó todos los partidos.
Estuvo siendo convocado a los partidos amistosos previos al Campeonato Sudamericano Sub-20 de 2007,aunque una lesión lo dejó fuera de la convocatoria final.
| Torneo                                 | Sede     | Resultado    | Partidos |
| -------------------------------------- | -------- | ------------ | -------- |
| Campeonato Sudamericano Sub-20 de 2005 | Colombia | Cuarto lugar | 9        |

## Estadísticas
Actualizado al último partido jugado el 19 de febrero de 2017.
| Danubio F. C. · Uruguay |               |               |     |    |    |   |    |    |     |    |
| 1.ª | 2004          | 9             | 0   | -  | -  | - | -  | 9  | 0   |    |
| 1.ª | 2005          | 2             | 0   | -  | -  | - | -  | 2  | 0   |    |
| 1.ª | 2005-06       | 14            | 0   | -  | -  | - | -  | 14 | 0   |    |
| 1.ª | 2006-07       | 1             | 0   | -  | -  | - | -  | 1  | 0   |    |
| 1.ª | 2007-08       | 22            | 2   | 2  | 0  | 7 | 0  | 31 | 2   |    |
| 1.ª | 2008-09       | 20            | 1   | -  | -  | - | -  | 20 | 1   |    |
| 1.ª | 2009-10       | 12            | 2   | -  | -  | - | -  | 12 | 2   |    |
| | 2016-17       | 6             | 0   | -  | -  | - | -  | 6  | 0   |    |
| Total club | Total club    | 86            | 5   | 2  | 0  | 7 | 0  | 95 | 5   |    |
| Tigre Argentina |               |               |     |    |    |   |    |    |     |    |
| 1.ª | 2009-10       | 9             | 0   | -  | -  | - | -  | 9  | 0   |    |
| 1.ª | 2010-11       | 13            | 0   | -  | -  | - | -  | 13 | 0   |    |
| Total club | Total club    | 22            | 0   | -  | -  | - | -  | 22 | 0   |    |
| Belgrano Argentina |               |               |     |    |    |   |    |    |     |    |
| 2.ª | 2010-11       | 17            | 2   | -  | -  | - | -  | 17 | 2   |    |
| 1.ª | 2011-12       | 29            | 0   | 1  | 0  | - | -  | 30 | 0   |    |
| Total club | Total club    | 46            | 2   | 1  | 0  | - | -  | 47 | 2   |    |
| Robur Siena · Italia |               |               |     |    |    |   |    |    |     |    |
| 1.ª | 2012-13       | 6             | 0   | 2  | 0  | - | -  | 8  | 0   |    |
| Total club | Total club    | 6             | 0   | 2  | 0  | - | -  | 8  | 0   |    |
| Boca Juniors Argentina |               |               |     |    |    |   |    |    |     |    |
| 1.ª | 2012-13       | 8             | 0   | -  | -  | 4 | 0  | 12 | 0   |    |
| 1.ª | 2013-14       | 14            | 1   | -  | -  | - | -  | 14 | 1   |    |
| Total club | Total club    | 22            | 1   | -  | -  | 4 | 0  | 26 | 1   |    |
| Santos Laguna · México |               |               |     |    |    |   |    |    |     |    |
| 1.ª | 2013-14       | 15            | 2   | -  | -  | 6 | 0  | 21 | 2   |    |
| 1.ª | 2014-15       | 7             | 0   | 3  | 0  | - | -  | 10 | 0   |    |
| Total club | Total club    | 22            | 2   | 3  | 0  | 6 | 0  | 31 | 2   |    |
| Nacional · Uruguay |               |               |     |    |    |   |    |    |     |    |
| 1.ª | 2014-15       | 4             | 0   | -  | -  | 1 | 0  | 5  | 0   |    |
| Total club | Total club    | 4             | 0   | -  | -  | 1 | 0  | 5  | 0   |    |
| Leones Negros · México |               |               |     |    |    |   |    |    |     |    |
| 2.ª | 2015-16       | 13            | 0   | 2  | 0- | - | -  | 15 | 0   |    |
| 2.ª | 2016-17       | 25            | 0   | 1  | 0  | - | -  | 26 | 0   |    |
| Total club | Total club    | 38            | 0   | 3  | 0  | - | -  | 41 | 0   |    |
| Total carrera | Total carrera | Total carrera | 246 | 10 | 11 | 0 | 18 | 0  | 275 | 10 |
| (1)Incluye datos de la Copa Artigas (2007-08), Copa Argentina (2011-12), Copa Italia (2012-13) y Copa México (2014-15) (2015-16) (2016-17) (2)Incluye datos de la Copa Sudamericana (2007) y Copa Libertadores (2008, 2013, 2014) |               |               |     |    |    |   |    |    |     |    |

## Palmarés

### Campeonatos nacionales
| Título              | Equipo        | País    | Año     |
| ------------------- | ------------- | ------- | ------- |
| Campeonato Uruguayo | Danubio F. C. | Uruguay | C-2004  |
| Campeonato Uruguayo | Danubio F. C. | Uruguay | 2004    |
| Campeonato Uruguayo | Danubio F. C. | Uruguay | A-2006  |
| Campeonato Uruguayo | Danubio F. C. | Uruguay | C-2007  |
| Campeonato Uruguayo | Danubio F. C. | Uruguay | 2006-07 |
| Copa México         | Santos Laguna | México  | A-2014  |
| Campeonato Uruguayo | Nacional      | Uruguay | 2014-15 |